# Alzira Soriano
Luiza Alzira Teixeira Soriano (Jardim de Angicos, 29 de abril de 1896 — Natal, 28 de maio de 1963) foi uma política brasileira, a primeira mulher a ser eleita prefeita de um município na América Latina.
Filha mais velha de um influente líder político regional, Alzira nasceu e cresceu em Jardim de Angicos, um distrito de Lajes, no Rio Grande do Norte. Aos 17 anos de idade, casou-se com um promotor pernambucano, com quem teve três  filhas. Ficou viúva aos 22 anos quando seu esposo morreu vítima da Gripe Espanhola.
Alzira voltou a morar com seus pais em uma fazenda, ficando conhecida por comandar com pulso firme a casa e as atividades da propriedade. Enquanto participava das reuniões promovidas pelo pai, chamou a atenção da líder feminista Bertha Lutz e do político Juvenal Lamartine de Faria, que a convenceram a disputar a prefeitura de Lajes
Durante a campanha eleitoral de 1928, Alzira foi atacada com ofensas misóginas. Entretanto, foi eleita prefeita com mais de 60% dos votos, assumindo o cargo em 1929. Permaneceu no executivo municipal até o advento da Revolução de 1930 e só voltou a ocupar um cargo público, o de vereadora, em 1947. Após sua morte, recebeu diversas homenagens, incluindo o Diploma Mulher-Cidadã Carlota Pereira de Queirós, outorgado pela Câmara dos Deputados, e um feriado municipal em sua cidade natal.
Em 2023 foi homenageada na novela Amor Perfeito, onde foi interpretada por Titina Medeiros.

## Início de vida e família
Luzia Alzira Teixeira de Vasconcelos nasceu em 29 de abril de 1896 em Jardim de Angicos, atualmente um município do Rio Grande do Norte. Era a filha mais velha de Miguel Teixeira de Vasconcelos e Margarida de Vasconcelos; ao todo, o casal teve 22 filhos, mas apenas sete mulheres e um homem chegaram aos dois anos de idade. Antes de Alzira, o casal teve outros três filhos que não sobreviveram aos primeiros meses de vida.
Seu pai, Miguel Teixeira, era coronel da Guarda Nacional, líder político e dono de vastas terras. A família vivia na Fazenda Primavera, onde Miguel hospedava as principais reuniões políticas da região. De acordo com Souza 1993, p. 17, Miguel "detinha o poder político da região, que incluía os municípios de Lajes e Pedra Preta. Era também o maior comerciante da cidade, que se beneficiava da constante passagem de viajantes."
Casou-se aos 17 anos de idade, em 29 de abril de 1914, com Thomaz Soriano de Souza Filho. Natural de Pernambuco, Thomas trabalhou como promotor em seu estado até, por conta de divergências políticas, obter transferência para o Rio Grande do Norte. Com o auxílio de Antônio José de Melo e Sousa, seu parente, o governador Ferreira Chaves enviou Thomaz para Jardim de Angicos, onde passou a frequentar a casa da família Vasconcelos, fazendo ali suas refeições diárias e começando a flertar com Alzira.
Após o casamento, Alzira e Thomaz foram morar em Ceará-Mirim, Rio Grande do Norte, comarca para o qual ele foi nomeado promotor. Eles tiveram quatro filhas, respectivamente: Sônia, Ismênia, Maria do Céu, que viveu menos de um mês, e Ivonilde. Em janeiro de 1919, Thomas faleceu vitimado pela Gripe Espanhola; na época, Alzira tinha 22 anos e estava grávida de sua quarta filha.
Com a morte de Thomas, Alzira voltou a residir na Fazenda Primavera, próxima aos pais, até o nascimento de sua filha caçula. Morou então brevemente com suas filhas em Recife, na casa do sogro. Em menos de um ano retornou a Jardim de Angicos, naquele momento um distrito de Lajes. Lá, ficou conhecida por comandar com pulso firme a casa e as atividades da propriedade de sua família, e buscou participar das atividades políticas que seu pai desenvolvia.

## Prefeita de Lajes

### Candidatura
No início de 1928, durante uma reunião política ocorrida na Fazenda Primavera com a presença do governador Juvenal Lamartini, a bióloga e líder feminista Bertha Lutz ficou impressionada com as habilidades de Alzira. Lutz estava no estado para discutir com Lamartini a apresentação de uma candidatura feminina nas eleições municipais daquele ano.
Na época, não havia sufrágio feminino no Brasil, mas o Rio Grande do Norte foi pioneiro ao dispor em 1926, em sua Lei Eleitoral, que "poderão votar e ser votados, sem distinção de sexos, todos os cidadãos que reunirem as condições exigidas por lei." No ano seguinte, a potiguar Celina Guimarães Viana se tornou a primeira eleitora do país e, em abril de 1928, a primeira mulher a votar.
Contando com o apoio do pai, de Lamartini e de Lutz, Alzira aceitou disputar a prefeitura de Lajes e foi escolhida a candidata do Partido Republicano. A subsequente campanha eleitoral presenciou ofensas misóginas contra ela. As insinuações incluíam que a candidata tinha um caso com o governador e que, sendo uma "mulher pública", era prostituta. Em setembro, venceu a eleição com 60% dos votos válidos, convertendo-se na primeira prefeita mulher não só do Brasil como também da América Latina. Seu adversário eleitoral, um major, deixou o estado por sentir-se humilhado pela derrota.

### Governo

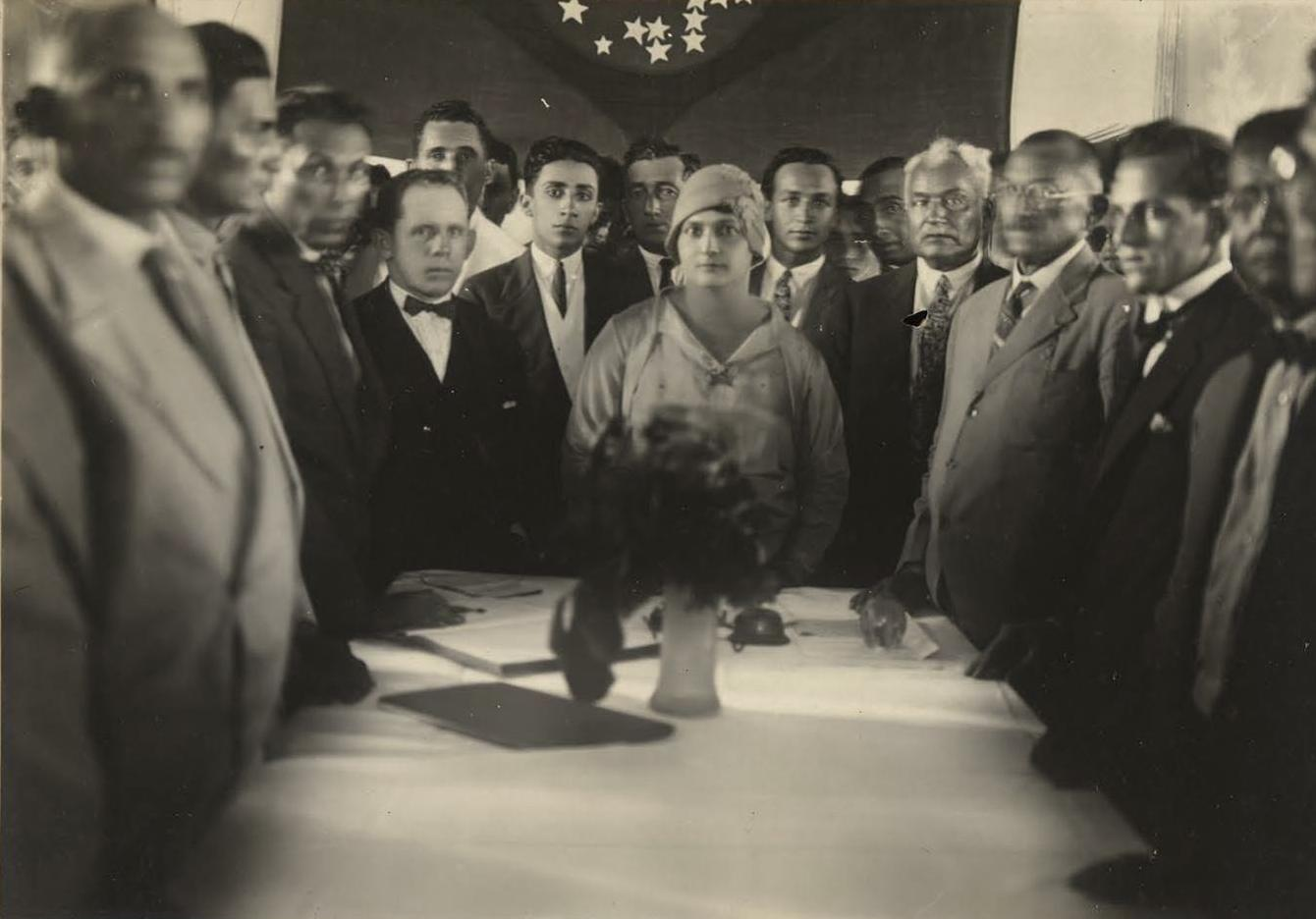
Posse de Alzira Soriano como prefeita, em 1929.

Alzira compôs um gabinete formado apenas por homens. Como prefeita, foi responsável pela construção de estradas, mercados públicos e melhorias na iluminação pública da cidade. De acordo com a publicação Afinal, o que as mulheres querem?, durante seu governo "consta a construção de novas estradas, como aquela que liga Cachoeira do Sapo a Jardim de Angicos, além de ter construído escolas e ter implantado a iluminação pública a vapor."
Na eleição presidencial de 1930, Alzira apoiou o paulista Júlio Prestes. Com a Revolução de 1930, que levou Getúlio Vargas à presidência, os prefeitos de todo o país passaram a ser substituídos por interventores. Apesar de ser convidada a permanecer governando a cidade, Alzira não aceitou o cargo de interventora municipal.
Antes de deixar a chefia do município, Alzira visitou seus eleitores para agradecer o apoio recebido. Quando Miguel Moreira da Silveira, um de seus opositores, a avistou, passou a cantar versos contra ela. Neste momento, segundo Souza 1993, p. 33-34, Alzira "deu-lhe tanto na cara que acabou quebrando os óculos dele [...]  impassível, retomou as filhas pela mão e continuou a fazer as visitas programadas. Mais tarde já em casa confessou à família: 'só tive essa
reação porque disse que fazia e não quis bancar a covarde'."

## Vida posterior
Em 1932, Alzira se mudou para Natal, capital do estado, visando oferecer para suas filhas melhores opções de ensino. Permaneceu em Natal até quando sua última filha se casou, em 1939, voltando a morar na Fazenda Primavera; ali reconstruiu sua atividade política. Com a morte de seu pai, Miguel, Alzira assumiu com os demais irmãos a gestão da fazenda.
Em 1947, Alzira foi eleita vereadora de Lajes pela União Democrática Nacional (UDN). Nesta mesma época enfrentou opositores políticos até em sua família, incluindo o irmão caçula, Paulo, que foi eleito prefeito. Consoante Schuma Schumaher e Erico Vital Brazil, "embora as divergências provocassem acaloradas discussões — em boa medida, em função do temperamento autoritário de Alzira —, os laços de solidariedade dentro da família, o socorro mútuo nos momentos difíceis eram cultivados."
Alzira foi reeleita vereadora de Lajes por mais dois mandatos e escolhida por seus pares para presidir a Câmara Municipal. No final de 1961, descobriu ter câncer de útero e foi até o Rio de Janeiro para receber tratamento médico. No entanto, a doença estava em estado avançado e Alzira optou por falecer em seu estado. Ela morreu em Natal, em 28 de maio de 1963, aos 66 anos de idade.

## Legado e homenagens

Bandeira do município de Jardim de Angicos. Alzira está representada no brasão, no canto superior esquerdo.

Alzira é referenciada como pioneira quando se trata da participação política da mulher no Brasil e como exemplo diante do avanço dos ideais feministas e dos direitos das mulheres na política e sociedade. Em 1934 foram retiradas as limitações sobre o voto feminino e a partir de 1946 passou a ser obrigatório também às mulheres.
Em 2018, Alzira recebeu, como homenagem póstuma, o Diploma Mulher-Cidadã Carlota Pereira de Queirós, da Câmara dos Deputados. A homenagem, segundo a Câmara, "é concedida a mulheres que tenham contribuído para o pleno exercício da cidadania e para a defesa dos direitos da mulher e das questões de gênero no Brasil."
O município de Lajes também dispõe de uma homenagem na Semana Alzira Soriano para mulheres de relevância para a sociedade e para a cultura da cidade. O evento foi estabelecido em 2008 e inclui palestas em escolas. Em 2018, Jardim de Angicos adotou como feriado municipal a data de nascimento de Alzira. Lá também há um museu em sua homenagem e ela foi representada no brasão e bandeira municipais.

### Representações na cultura
- Em 2023, foi interpretada pela atriz Titina Medeiros na telenovela Amor Perfeito, da TV Globo.[35][36]